# Futsal Panthers Köln
Il Futsal Panthers Köln e.V., meglio conosciuto come Futsal Panthers è una squadra tedesca di calcio a 5, fondata nel 2005 con sede a Colonia.

## Storia
Rimasta a basso livello sino al 2007, ha poi beneficiato dell'innesto di numerosi studenti della Deutsche Sporthochschule di Colonia, portando sorprendentemente la squadra a vincere il campionato universitario di calcio a 5 tedesco nello stesso anno, che permetterà alla squadra di affrontare il successivo europeo universitario. Dopo il fallimento nel 2007-08 dei tentativi per qualificarsi alla fase finale della DBF Futsal Cup, nell'anno successivo si proclamano per la prima volta Campioni di Germania.

## Rosa 2009-2010
| N. |                       | Ruolo | Calciatore        |
| -- | --------------------- | ----- | ----------------- |
|    | Germania (bandiera)   | G     | Andreas Beck      |
|    | Portogallo (bandiera) | G     | Mario Dos Sontos  |
|    | Germania (bandiera)   | G     | Dirk Drechsler    |
|    | Germania (bandiera)   | G     | Heiko Eberhardt   |
|    | Germania (bandiera)   | G     | Philipp Frenz     |
|    | Germania (bandiera)   | G     | Daniel Gerlach    |
|    | Germania (bandiera)   | G     | Harald Gracholski |
|    | Germania (bandiera)   | G     | Christian Grosche |

| N. |                     | Ruolo | Calciatore           |
| -- | ------------------- | ----- | -------------------- |
|    | Germania (bandiera) | G     | Manuel Klon          |
|    | Germania (bandiera) | G     | Thomas Libera        |
|    | Iran (bandiera)     | G     | Aref Jalalvandi      |
|    | Germania (bandiera) | G     | Merlin Müller        |
|    | Germania (bandiera) | G     | Riegel Ngoy          |
|    | Germania (bandiera) | G     | Alexander Sokolowski |
|    | Germania (bandiera) | G     | Dimitrij Vargun      |
|    | Germania (bandiera) | G     | Natan Weisz          |

## Palmarès
- 2 DFB Futsal-Cup: 2009
- 1 Campionato universitario tedesco: 2007